# Mogi Guaçu
Mogi Guaçu város Brazíliában, São Paulo államban. Lakosainak száma 153 658 fő (2022). Mogi Guaçu Aguaí, Moji-Mirim, Araras, Conchal, Espírito Santo do Pinhal, Estiva Gerbi, Itapira, Leme és Pirassununga községekkel határos.

## Népesség
A település népességének változása:
| Lakosok száma | 124 228 | 137 245 | 147 233 | 154 146 | 153 658 |
|               | 2000    | 2010    | 2015    | 2021    | 2022    |